# Sportåret 1881

## Händelser

### Baseboll
- Chicago White Stockings vinner National League.[1]

### Boxning
- Okänt datum - Paddy Ryan deltar i flera uppvisningsmatcher, men lyckas inte försvara sin amerikanska tungviktsmästartitel.[2]
- Okänt datum - John L. Sullivan fortsätter sina framgångar med en serie knockoutvinster, med ingen av dem längre än åtta ronder.[3]

### Cricket
- Okänt datum - Lancasshire CCC vinner County Championship [4].

### Hästsport
- 17 maj - Vid sjunde Kentucky Derby vinner Jim McLaughlin på Hindoo med tiden 2.70.[5]

### Rodd
- 8 april - Oxfords universitet vinner universitetsrodden mot Universitetet i Cambridge.

### Fotboll
- Okänt datum - Preston North End FC grundas och spelar från början sina hemmamatcher på Deepdale, som senare noterat världsrekord för längsta tid i rad som en anläggning använts som hemmaplan för en klubb i en större liga.[6]

### Sportgymnastik
- 23 juli - Fédération Internationale de Gymnastique, världens äldsta internationella sportförbund, bildas i Liège i Belgien.[5]

### Tennis
- 21 maj - Amerikanska tennisförbundet grundas.[5]
- 31 maj - Första amerikanska tennismästerskapet spelas i Newport, Rhode Island.[5]

## Födda
- 4 april – Paul Palén, svensk sportskytt, olympisk guld- och silvermedaljör.
- 6 april – Karl Gustaf Staaf, svensk friidrottare och dragkampare, olympisk guldmedaljör.
- 9 juli – Arvid Andersson, svensk dragkampare, olympisk guldmedaljör.
- 22 augusti – Hübner von Holst, svensk sportskytt, olympisk guld-, silver- och bronsmedaljör.
- 25 oktober – Julius Frey, tysk simmare, olympisk guldmedaljör.
- 18 november – Gösta Åsbrink, svensk gymnast och modern femkampare, olympisk guld- och silvermedaljör.
- 3 december – Ernst Rosell, svensk sportskytt, olympisk guldmedaljör.

### Fotnoter
1. ↑  ”The 1881 Season” (på engelska). Retrosheet. http://www.retrosheet.org/boxesetc/1881/Y_1881.htm. Läst 25 juli 2015.
2. ↑  Cyber Boxing Zone – Paddy Ryan. läst 12 november 2009.
3. ↑  Cyber Boxing Zone – John L Sullivan. läst 12 november 2009.
4. ↑  En inofficiell titel fram till december 1889 då första officiella County Championship spelades.
5. 1 2 3 4  ”Chronology of Sports”. Arkiverad från originalet den 4 oktober 2011. https://web.archive.org/web/20111004142142/http://worldtimeline.info/sports/spor1880.htm. Läst 18 juli 2011.
6. ↑  Notera att Bramall Lane är den äldsta anläggningen för professionell fotboll, men började inte användas av Sheffield United FC förrän 1889.